# Кукуруза зелена
«Кукуруза зелена» (англ. The Corn Is Green) — кинофильм режиссёра Ирвинга Рэппера, вышедший на экраны в 1945 году. Экранизация одноимённой полуавтобиографической пьесы Эмлина Уильямса. Лента получила две номинации на премию «Оскар» — за лучшую мужскую роль второго плана (Джон Долл) и за лучшую женскую роль второго плана (Джоан Лорринг).

## Сюжет
Немолодая образованная англичанка Лилли Моффат решает обосноваться в небольшом валлийском городке. Узнав, что местные дети вынуждены с двенадцати лет работать на угольных шахтах, она заявляет, что создаст здесь школу и прервёт вековую традицию безграмотности и невежества. Своими помощниками и учителями она назначает бывшего конторского служащего мистера Джонса и старую деву мисс Ронберри. Однако владельцы шахты и местный помещик настроены резко против этого предприятия, поскольку оно грозит им падением прибыли. В отчаянии, мисс Моффат подумывает отказаться от своей затеи, однако в этот критический момент она знакомится с молодым шахтёром Морганом Эвансом, в котором чувствуются большие способности. Надежда в её душе возрождается, и вскоре школа принимает первых учеников. С Морганом же мисс Моффат начинает заниматься индивидуально...

## В ролях
- Бетт Дейвис — мисс Лилли Моффат
- Джон Долл — Морган Эванс
- Найджел Брюс — сквайр
- Рис Уильямс — мистер Джонс
- Милдред Даннок — мисс Ронберри
- Розалинд Айван — миссис Уотти
- Джоан Лорринг — Бесси Уотти
- Артур Шилдс — Глин Томас
- Гвинет Хьюз — Сара
- Томас Лоуден — старый Том